# 卢维尼
卢维尼（法語：Louvigny，法語發音：[luviɲi] ⓘ）是法国卡尔瓦多斯省的一个市镇，属于卡昂区。

## 地理
卢维尼（49°9'28"N, 0°23'31"W）面积5.64 平方千米，位于法国诺曼底大区卡爾瓦多斯省，该省份为法国西北部沿海省份，北濒大西洋英吉利海峡，东北与滨海塞纳省以海上边界相接，东临厄尔省，南至奧恩省，西与芒什省接壤。
与卢维尼接壤的市镇（或旧市镇、城区）包括：奥东河畔布雷特维尔、卡昂、埃泰尔维尔、奥恩河畔弗勒里、马尔托、奥恩河畔圣安德烈。

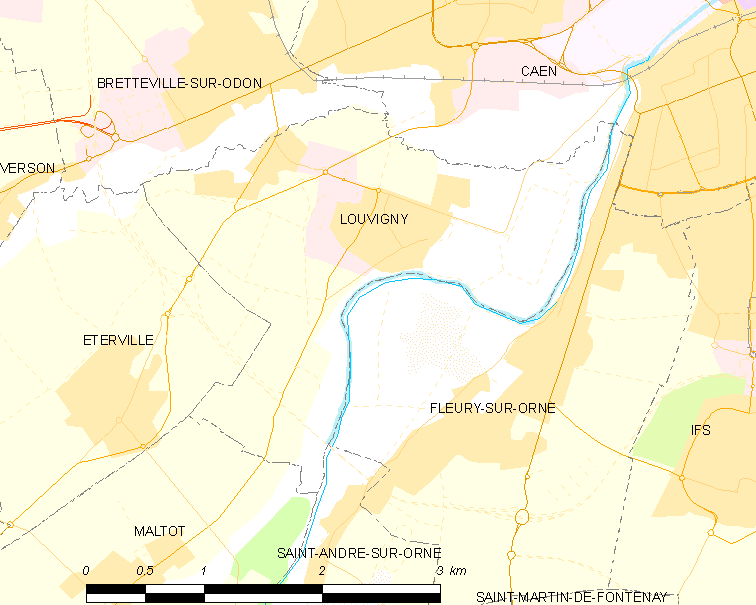
卢维尼的OSM定位图

卢维尼的时区为UTC+01:00、UTC+02:00（夏令时）。

## 行政
卢维尼的邮政编码为14111，INSEE市镇编码为14383。

## 政治
卢维尼所属的省级选区为卡昂第五县。

## 人口

1962-2008年间卢维尼人口变化图示

卢维尼于2022年1月1日时的人口数量为2627人。